# Didactylia szunyoghyi
Didactylia szunyoghyi är en skalbaggsart som beskrevs av S. Endrödi 1961. Didactylia szunyoghyi ingår i släktet Didactylia och familjen Aphodiidae. Inga underarter finns listade i Catalogue of Life.